# Hiroshi Kurotaki
Hiroshi Kurotaki (jap. 黒瀧浩 Kurotaki Hiroshi; ur. 4 sierpnia 1968 w Aomori) – japoński pianista.
Ukończył studia pianistyczne na Hokkaidō Kyōiku Daigaku pod okiem dwóch nauczycieli: Teruyuki Okada oraz Yoshio Noro. Przebywał na stażu artystycznym w krakowskiej Akademii Muzycznej u prof. Ludwika Stefańskiego. Uczestniczył w kursach mistrzowskich w Dusznikach-Zdroju. Koncertował w Polsce m.in. w Krakowie, w Zakopanem, w Jaworznie. Grał także na wielu koncertach w Japonii, Kanadzie i na Gwadelupie. W jego repertuarze znajdują się m.in. Mozart, Chopin, Beethoven i Schubert. Znany jest także z zamiłowania do improwizacji.